# Bundehesch
Bundehesch eller Bundahisn är ett pehlevilitteraturen tillhörande verk av huvudsakligen kosmologiskt, delvis eskatologiskt innehåll.
Bundehesch återgår i sin kärna på fjärde boken i den ursprungliga Avesta, Dāmdāt Nask, och förekommer i två versioner, en indisk, som ger en om ock fragmentarisk bild av Bundehesch i sin ursprungliga gestalt, och i förhållande till den förra antagligen sekundär, med olikartat stoff av mångfaldigt slag utvidgad iransk. Bundehesch härrör i sitt nuvarande skick från den arabiska tiden. För kännedomen om Avestas lära om de yttersta tingen är Bundeheschs kapitel 30 av stor betydelse, då det bevarat ifrågavarande parti av Avesta, om än i senare redaktion. Den iranska Bundehesch utgavs av Niels Ludvig Westergaard 1851, av Ferdinand Justi 1868 med tysk översättning och av Edward William West 1897 med engelsk översättning. Den indiska utgavs av Mobad Tahmuras Dinshawji Anklesaria 1908.